# Атала (суп)
Ата́ла (кирг. Атала, узб. Atala; тадж. Атала) — стародавній  борошняний суп в киргизькій, узбецькій та таджицькій кухні.
У традиційному варіанті зазвичай готується з пшеничного борошна. У деяких варіантах використовується борошно з  ячменю або кукурудзи. Вважається дієтичним, але в той же час калорійним супом і тому в основному готується для хворих. У народі називається «рідким хлібом». Традиційно вживається на сніданок і під час лікування хворих.
До складу супу крім борошна входять бавовняна або інша рослинна олія, а також яйця. У деяких варіантах використовується баранячий курдюк або топлене масло, цибулю, а також додається варене м'ясо. У традиційному варіанті в казан наливається олія і розігрівається, після чого наливається один стакан води. Через хвилину додається розмішане борошно. Після цього ця маса вариться, і одночасно помішується ополовником для того щоб борошно не прилипало до дна каструлі. В середині процесу приготування в казан додаються дрібка солі та кілька сирих яєць або дрібні шматочки вареного м'яса.